# Episodi di Soko 5113 (diciottesima stagione)
La diciottesima stagione della serie televisiva Soko 5113 è stata trasmessa in anteprima in Germania dalla ZDF tra il 2 febbraio 2000 e il 17 maggio 2000.
| nº | Titolo originale                 | Titolo italiano | Prima TV Germania | Prima TV Italia |
| -- | -------------------------------- | --------------- | ----------------- | --------------- |
| 1  | Mutterliebe                      |                 | 2 febbraio 2000   |                 |
| 2  | Der Löwe ist los                 |                 | 9 febbraio 2000   |                 |
| 3  | Todessprung                      |                 | 16 febbraio 2000  |                 |
| 4  | Tod unter Strom                  |                 | 23 febbraio 2000  |                 |
| 5  | Das Münchner Madl                |                 | 1º marzo 2000     |                 |
| 6  | Mord mit den besten Empfehlungen |                 | 4 marzo 2000      |                 |
| 7  | Im Namen Gottes                  |                 | 8 marzo 2000      |                 |
| 8  | Verwischte Spuren                |                 | 15 marzo 2000     |                 |
| 9  | Fauler Zauber                    |                 | 22 marzo 2000     |                 |
| 10 | Die Jäger                        |                 | 29 marzo 2000     |                 |
| 11 | Familienangelegenheiten          |                 | 5 aprile 2000     |                 |
| 12 | Eine Nummer zu groß              |                 | 12 aprile 2000    |                 |
| 13 | Feuer und Wasser                 |                 | 19 aprile 2000    |                 |
| 14 | Piraten                          |                 | 26 aprile 2000    |                 |
| 15 | Plötzlich und unerwartet         |                 | 3 maggio 2000     |                 |
| 16 | Das Rendezvous                   |                 | 10 maggio 2000    |                 |
| 17 | Brudermord                       |                 | 17 maggio 2000    |                 |